# Pathé Kok

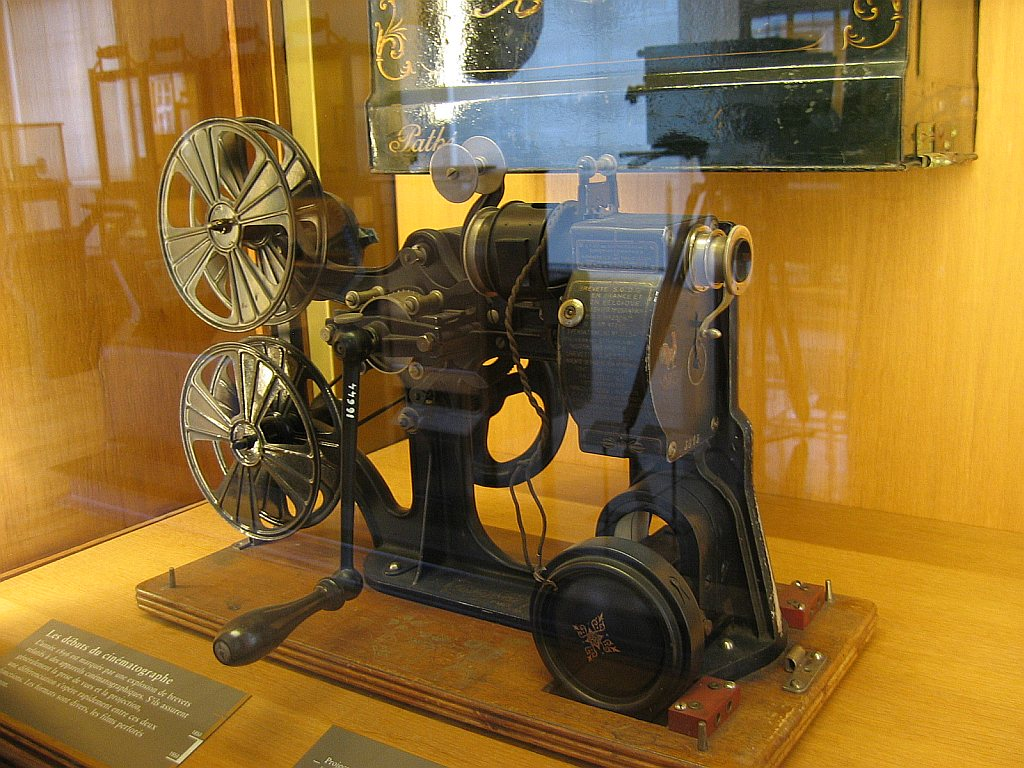
Projecteur Pathé Kok conservé au CNAM

Le Pathé Kok, créé en 1912 par Charles Pathé, fut la première expérience Pathé de cinéma familial à format réduit. Ce nouveau film faisait 28 mm de large, avait des perforations dissymétriques et, surtout, était en diacétate de cellulose, donc ininflammable, alors que le film 35 mm utilisé à l'époque était en celluloïd (nitrate), particulièrement dangereux car facilement inflammable.
C'est d'abord le projecteur seul qui est proposé pour la projection des grands films du catalogue Pathé mis en format réduit et qui sont loués. Pour assurer une large diffusion de l'appareil, il est conçu pour être équipé d'une dynamo pour que l'entraînement manuel génère l'électricité nécessaire à la lampe de projection. En 1913 une caméra est également proposée.
Le système est relativement bien reçu et diffusé aux États-Unis où il prend le nom de « Pathescope ». En 1914 la firme américaine Victor Animatograph Corporation (Davenport, Iowa) fabrique un projecteur 28 mm et des films sont également diffusés. En 1918, près de 10 000 projecteurs ont été vendus aux États-Unis.
En Europe, il n'a guère de succès et la production est arrêtée en 1920. Pathé préparait en effet le successeur bien plus économique que fut le Pathé-Baby.

## Spécifications
- largeur du film : 28 mm
- pas entre images : 14 mm
- rapport format : 1,36:1
- trois perforations à gauche et une à droite par image en Europe
- trois perforations de chaque côté par image (US et Canada)
- Matière du film : Diacétate de cellulose 1